# Helluomorphoides brunneus
Helluomorphoides brunneus es una especie de escarabajo del género Helluomorphoides, tribu Helluonini, familia Carabidae. Fue descrita científicamente por Putzeys en 1845.
Habita en ecosistemas terrestres y se distribuye por América del Sur, en Brasil.